# Mus fernandoni
Mus fernandoni is een knaagdier uit het geslacht Mus dat voorkomt op Sri Lanka. Deze soort heeft een witte buikvacht. Het is een middelgrote soort. De voortanden zijn sterk naar achteren gebogen. Vrouwtjes hebben 3+2=10 mammae. De kop-romplengte bedraagt gemiddeld 84,8 mm, de staartlengte 64,6 mm, de achtervoetlengte 18,05 mm en de schedellengte 24,47 mm.